# Boaco (departament)
Boaco – jeden z 15 departamentów Nikaragui, położony w środkowej części kraju. Ośrodkiem administracyjnym jest miasto Boaco. W skład departamentu wchodzą gminy (municipios): Boaco, Camoapa, San José de los Remates, San Lorenzo, Santa Lucía, Teustepe